# Miss Mundo 1986

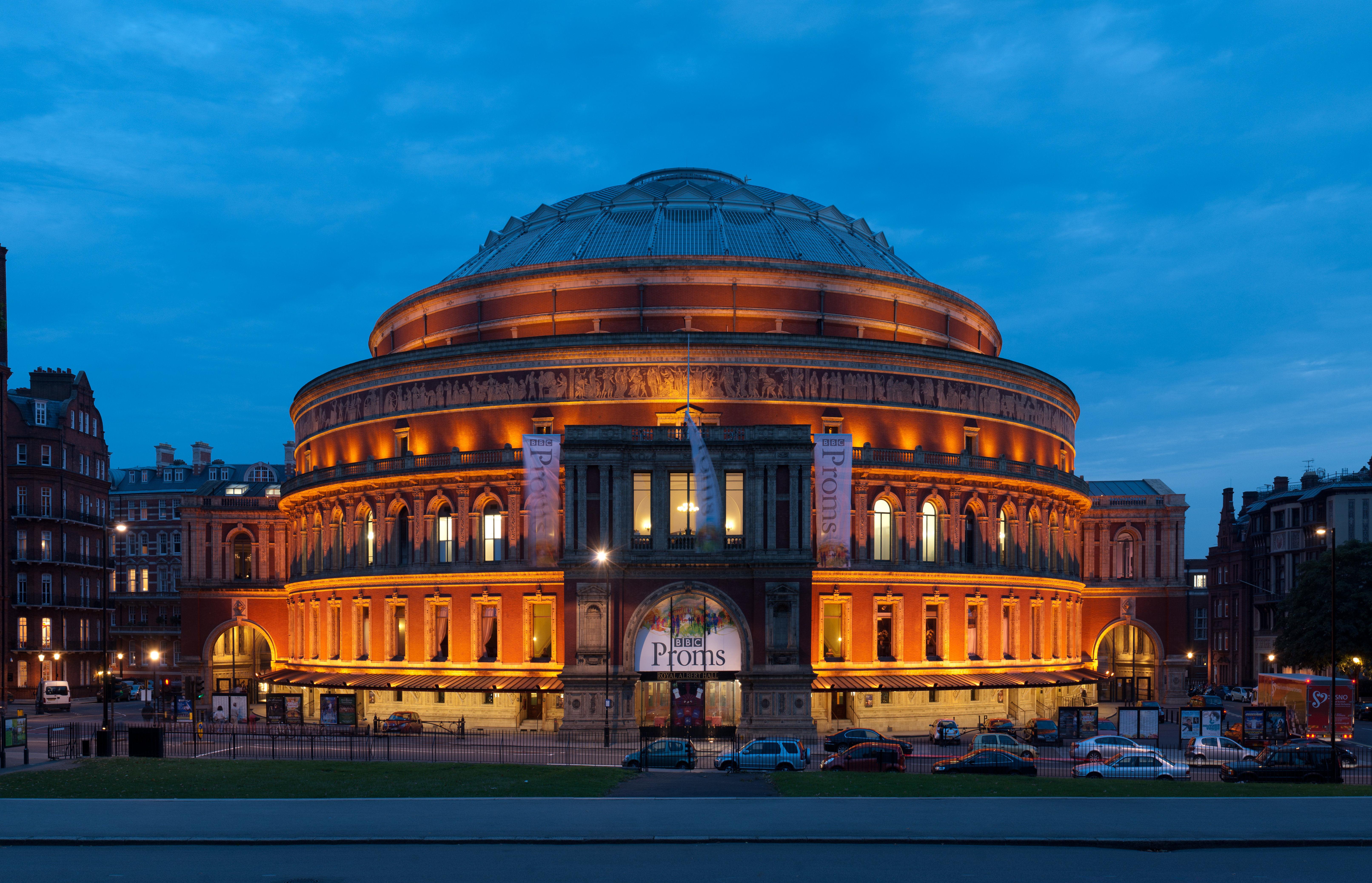
Royal Albert Hall, Londres

O 36º Concurso Miss Mundo aconteceu em 13 de novembro de 1986 no Royal Albert Hall em Londres, Reino Unido. Foram 77 concorrentes e a vencedora foi Giselle Jeanne-Marie Laronde, de Trinidad e Tobago.